# Alex Lora: Del Three a El Tri (40 rolas del alma. Mi mente y Mi aferración)
Del Three a El Tri: 40 rolas del alma, mi mente y mi aferración es un álbum de compilación de la banda de rock mexicana El Tri que fue producido en el 2008. La compilación incluye tres discos con grabaciones nuevas que abarcan desde los principios de la banda hasta el presente. El álbum es conocido popularmente como "Del Three a El Tri" pero el nombre completo es como aparece en este artículo y es la producción número 44 de la banda. Lora lanzó esta compilación como parte de la celebración por los cuarenta años de trayectoria de la banda. En septiembre del 2009 se anunció en la página de los Latin Grammy's que el álbum está nominado para el Grammy bajo la categoría de "Mejor Álbum de Rock Vocal Dúo o Grupo".

## Producción
La grabación de esta producción se llevó a cabo durante el mes de abril del 2008 en la Ciudad de México en el Estudio 19. Álex Lora utilizó su famosa guitarra eléctrica llamada "La pinga de Lora". La Fundación Hermes Music también estuvo presente para la grabación. Lora también fue el productor general, y el ingeniero de grabación fue Craig Brock. Lora también colaboró en la mezcla y masterización del álbum. Chela Lora estuvo encargada de la dirección de arte. 
Para la producción de este álbum participaron todos los miembros actuales de la banda pero fue invitado Arturo Labastida "El Papaito" con el saxofón y Lalo Toral en el teclado. Labastida ya había sido integrante de El Tri en los setenta y ochenta y desde el "re-encuentro" de los "ex Tri" en el 2004 ha participado en varias producciones con la banda. 
La compilación fue producida por Producciones Lora S.A. de C.V. y Lora Records exclusivamente para Universal Music Mexico S.A. de C.V. Es importante entender que en la caja de la compilación existe un error gramático con el título de la canción Porque no te largas, debería de haber sido ¿Por qué no te largas?.

## Lista de canciones
Disco Uno:
1. Nuestros Impuestos/Boogie de El Tri
2. Viejas del D.F.
3. Yo canto el blues
4. No le hagas caso a tus papas
5. El vicioso
6. Santa Martha
7. El enmascarado de látex
8. Abuso de autoridad
9. Enciende el cerebro
10. Cotorreando con la banda
11. Tributo a Jimi
12. Que hueva
13. Oye
14. Una y otra vez

Disco Dos:
1. He pensado mucho/Larga experiencia
2. Encuentros cercanos del tercer sexo
3. El as no conocido
4. El canal de las estrellas
5. Valle de lágrimas
6. Caseta de cobro
7. El auto extraviado
8. No hay pedo
9. Lolita
10. Inyecciones de rocanrol
11. Otra oportunidad
12. Pobres de los niños
13. Ya me voy
14. Pastillas de rocanrol

Disco Tres:
- 1. Mi beatle favorito
- 2. La raza indocumentada
- 3. Nada que perder
- 4. Por donde
- 5. Angel de la guardia
- 6. El rocanrol me acompaña
- 7. Ya lo se
- 8. Cuando llueve
- 9. Porque no te largas
- 10. Músico callejero

- Datos: Q5666026